# مطار كربلاء الدولي
مطار كربلاء الدولي هو مطار قيد الإنشاء في محافظة كربلاء وسط العراق. ويقع بين مدينتي النجف وكربلاء بحوالي 20 ميل (32 كـم) إلى الجنوب الشرقي من كربلاء. ومخطط له أن يكون أكبر مطار في العراق عند اكتماله، لكنه تأخر بسبب مزاعم بالفساد.

## التاريخ والوصف
وضع الشيخ عبد المهدي الكربلائي المتولي الشرعي للعتبة الحسينية حجر الأساس لمطار كربلاء الدولي في كانون الثاني/يناير 2017.
تولى عملية بنائه شركة كوبرشيس المحدودة من المملكة المتحدة، وتصميم شركة Groupe ADP الفرنسية. يبلغ طول مدرج المطار حوالي 4.5 كيلومتر (2.8 ميل)، وهو الأطول من نوعه في العراق. وفقًا للكربلائي، لم يكن المقصود من تصميم المطار التنافس مع المطارات الأخرى، ولكن من أجل خدمة الزوار الشيعة المتجهين إلى مرقدي الإمام الحسين واخيه العباس.
في 15 آب 2024 شهد المطار هبوط أول طائرة على مدرجه وكانت تقل رئيس الوزراء محمد شياع السوداني.

## قصف مطار كربلاء من قبل القوات الأمريكية
تعرض مطار كربلاء الدولي إلى اعتداء أمريكي بالطائرات أدى إلى مقتل عامل بالمطار وأضرار جسيمة بالمنشآت، بتاريخ 2020/3/1
وأعلنت العتبة الحسينية، عن شروعها بأولى الإجراءات لرفع دعوى أمام المحاكم الأمريكية في قضية قصف موقع مطار كربلاء الدولي، مشيرة إلى توكيل محام أميركي للتكفل بالدعوى.

## روابط خارجية
- التصميم النهائي لمطار كربلاء الدولي ( يوتيوب )
- نشر فيديو للتصميم النهائي لمطار كربلاء الدولي
- شاهد تصميم مطار كربلاء الدولي (بالعربية)
- تصوير جوي آخر أعمال المرحلة الأولى من إنشاء مطار كربلاء الدولي